# Louis Delluc
Louis Delluc [dɛlyk] (14. října 1890 – 22. března 1924) byl francouzský režisér, scenárista a filmový kritik.

## Životopis
Narodil se v roce 1890 v obci Cadouin. Roku 1903 se jeho rodina přestěhovala do Paříže. Poté, co absolvoval univerzitu se stal literárním kritikem. Během první světové války byl ženatý s belgickou herečkou Ève Francisovou, která hrála v mnoha jeho filmech. Spolu s Abelem Gancem, Germaine Dulacem, Marcelem L'Herbierem a Jeanem Epsteinem patřil k prvním impresionistickým režisérům. Roku 1921 napsal knihu o anglickém herci Charlie Chaplinovi (1921).
V roce 1924 natočil svůj v pořadí sedmý film s názvem L'Inondation (Potopa). Natáčení probíhalo za velmi špatných povětrnostních podmínek a Delluc onemocněl zápalem plic. Zemřel v Paříži dne 22. března roku 1924, ještě před uvedením filmu do kin.
Na jeho počest vznikla v roce 1937 Cena Louise Delluca.

## Filmografie
- 1920 : Fumée noire
- 1920 : Le Silence
- 1920 : Le Chemin d'Ernoa
- 1921 : Fièvre
- 1921 : Le Tonnerre
- 1922 : La Femme de nulle part
- 1924 : L'Inondation